# إيلدر كامبوس
إيلدر كامبوس (بالبرتغالية: Élder Alencar Machado de Campos‏) هو لاعب كرة قدم برازيلي في مركز الوسط، ولد في 19 يوليو 1976 في بريزيدينت برودينت في البرازيل. لعب مع باس جيانينا وجمعية بورتوغيزا الرياضية ونادي جوفنتودي ونادي سانتوس ونادي غواراني ونادي فاسكو دا غاما ونادي كريسيوما.